# Carcelia shimai
Carcelia shimai är en tvåvingeart som beskrevs av Chao och Liang 2002. Carcelia shimai ingår i släktet Carcelia och familjen parasitflugor. Inga underarter finns listade i Catalogue of Life.